# College of Arms

Heraldiskt vapen.

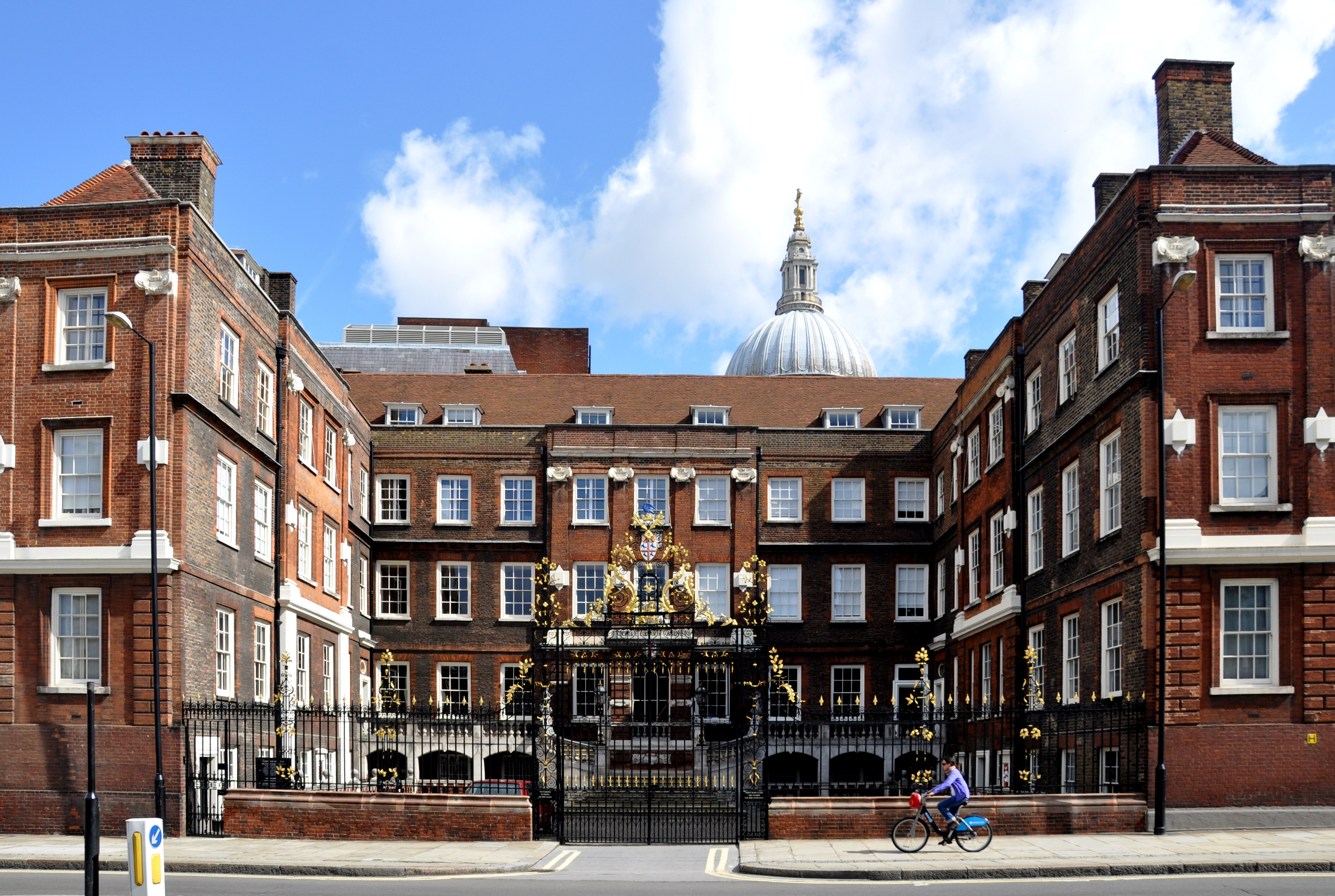
. Byggnaden på 130 Queen Victoria Street. I bakgrunden skymtar Sankt Paulskatedralens kupol.

College of Arms i London är det engelska heraldikerämbetet, och ansvarar för heraldisk registrering samt utformning av nya vapen i England och Wales, Nordirland, liksom i samväldesriken som Australien och Nya Zeeland. I Skottland däremot innehas motsvarande uppgifter av Lord Lyon King of Arms). 
College of Arms är en del av det brittisk hovet (The Royal Household).

## Bakgrund
Institutionen grundades 1484 av kung Rikard III och är en av de få kvarvarande riksheraldikerämbetena i Europa. Ett flertal statsvapen och nationsflaggor i tidigare brittiska kolonier har utformats av College of Arms.
Förutom att skapa och bevilja nya vapen, tar myndigheten emot en stor mängd förfrågningar från personer som vill bevisa sin rätt att bära ett visst vapen genom att vara släkt i rakt nedstigande led med den person som vapnet tilldelats. College of Arms har även till uppgift att bistå andra myndigheter med att fastställa vem som har rätt till ärftliga pärskap och baronetskap.
Därför arbetar myndigheten även med genealogi och det stora antalet stamtavlor i deras register har officiell status, även om de inte är öppna för allmänheten. Vem som helst har rätt att registrera en stamtavla hos College of Arms, där de utsätts för noggrann granskning och kräver officiella intyg för att kunna ändras.
Den svenska motsvarigheten avskaffades 1953, då Riksheraldikerämbetet ersattes med en statsheraldiker som är anställd på Riksarkivet.